# Sabel m/1893

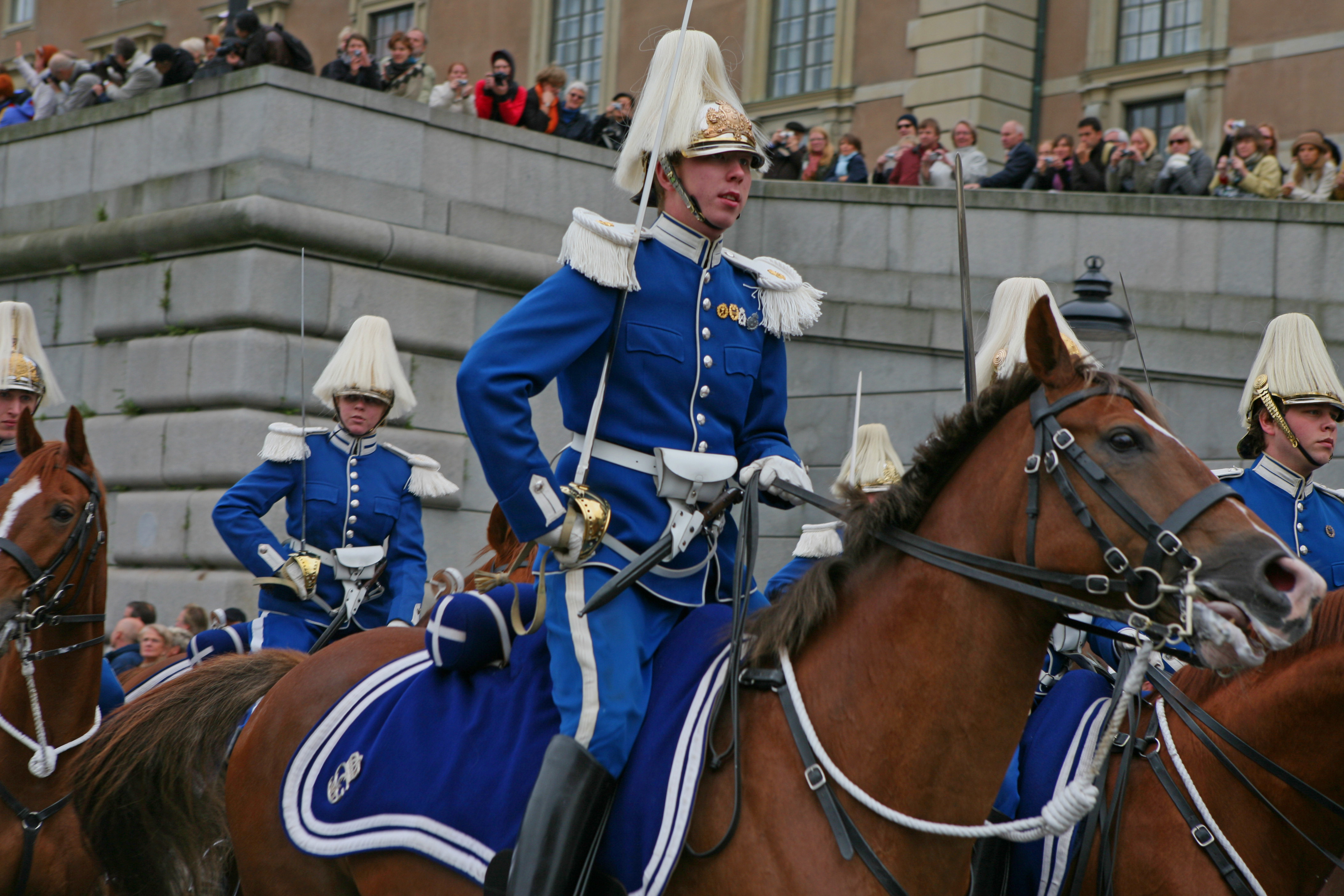
Högvakt med sabel m/1893.

Sabel m/1893 är en sabel som används inom Försvarsmakten.

## Utseende[1]

### För officerare
Sabel m/1893 för officer vid kavalleriet med portepé m/1797 i gulddrageri bäres till stor och liten paraddräkt av officerare.
- rak, 930 mm lång dubbeleggad klinga med dubbla blodränder
- svart fäste av trä omlindat med tvinnad metalltråd i guldfärg samt hel fästkappa med nitknapp
- genombruten bred parerplåt i förgylld metall prydd med lilla riksvapnet
- svart (eller blank) stålbalja med fast bärögla på ringbandets insida och på dess ovansida samt doppsko

### För specialistofficerare
Sabel m/1893 för officer vid kavalleriet med portepé m/1797 i silverdrageri bäres till stor och liten paraddräkt av speciallistofficerare
- rak, 930 mm lång dubbeleggad klinga med dubbla blodränder
- svart fäste av trä omlindat med tvinnad metalltråd i guldfärg samt hel fästkappa med nitknapp
- genombruten bred parerplåt i förgylld metall prydd med lilla riksvapnet
- svart (eller blank) stålbalja (baljorna svärtades efter generalorder 1913, men modernt tillverkade baljor är ibland åter blanka) med fast bärögla på ringbandets insida och på dess ovansida (efter ändring 1899) samt doppsko

### För soldater och gruppbefäl
Sabel m/1893 för gruppbefäl och meniga vid kavalleriet med portepé m/54 i sämskat skinn bäres till häst, samt på order till fot, till stor och liten paraddräkt.
- rak, 950 mm lång dubbeleggad klinga med enkel blodrand
- svart fäste av trä
- en med hål genombruten bred parerplåt i mässing samt hel fästkappa med nitknapp
- svart (eller blank) stålbalja med fast bärögla på övre ringbandets insida och på nedre ringbandets ovansida samt doppsko

## Användning
När sabel m/1893 infördes ansågs kavalleri och uppsutten strid med blanka vapen vara en viktig del av en armés förmåga på slagfältet. Första världskriget bekräftade att uppsuttna anfall med sabel i hand fortfarande var taktiskt sunt under rätt omständigheter. Och så sent som under andra världskriget genomfördes framgångsrika kavallerianfall till häst. Sabel m/1893 var ursprungligen avsedd för kavalleriet där den ersatte sabel m/1867 för just detta bruk. Den fastställdes 1908 även för användning av officer och styckjunkare samt annan beriden personal vid artilleriet och trängen och ersatte där sabel m/1889. Idag används den av Livgardet (LG), K 3, Lv 6, A 9, P 4, P 7, P 18 och T 2 i samband med högvakt, fanvakt och annan statsceremoniell verksamhet.

## Fotografier

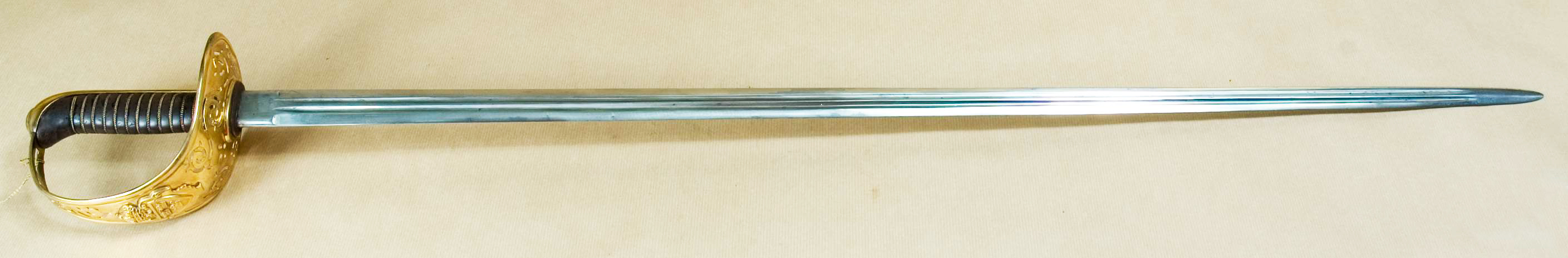
Sabel m/1893 för officerare vid kavalleriet.
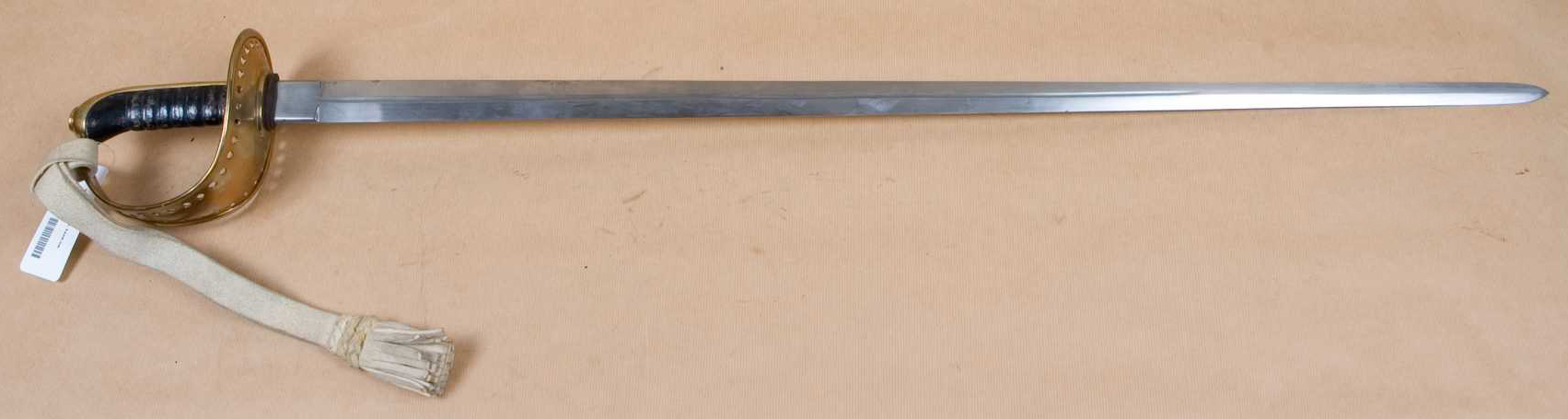
Sabel m/1893 för manskap vid kavalleriet. Här även med portepé m/54 i sämskskinn.
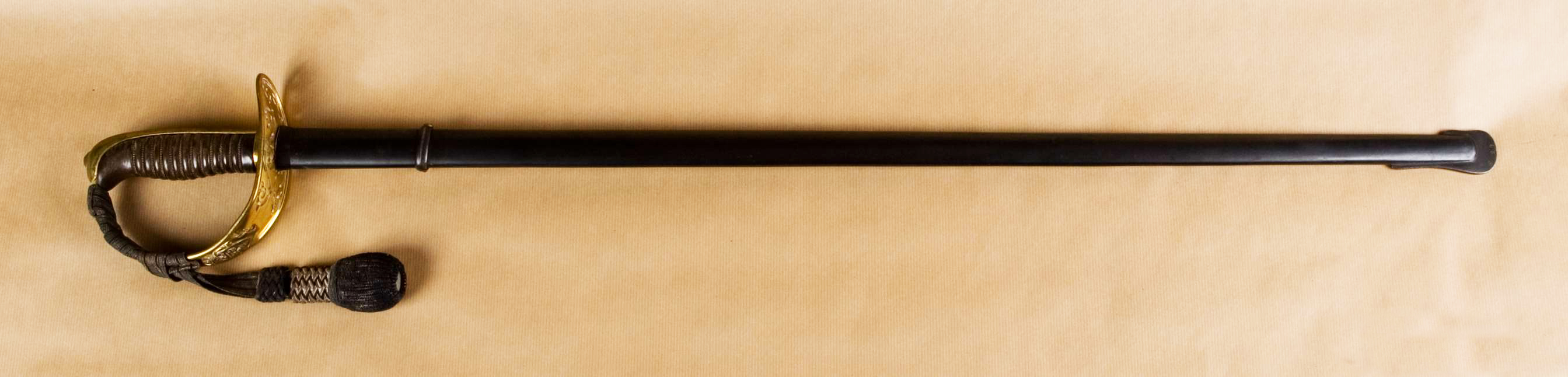
Sabel m/1893 för officerare vid kavalleriet. Här även med portepé m/1797 och svart svärdsbalja.